# Hawlaga

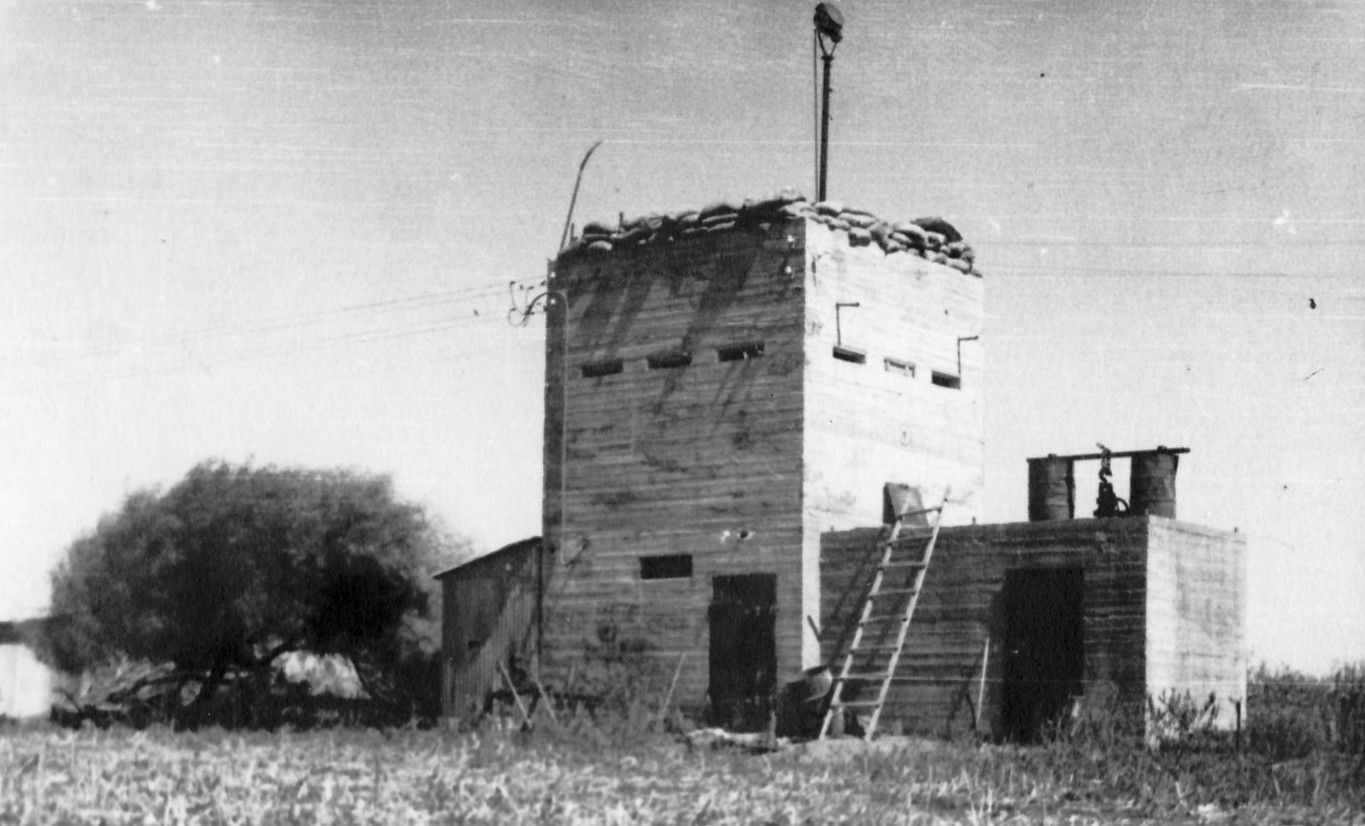
Umocnienia mające chronić pracujących na polu w Gan Szemu’el (1939)

Hawlaga (hebr. הַבְלָגָה, ang. restraint lub self-restraint) – polityka władz żydowskiego Jiszuwu oraz taktyka stosowana przez Haganę podczas arabskiego powstania w Palestynie w latach 1936–1939. Początkowo polegała na wstrzymywaniu się od ataków odwetowych na ludność arabską lub na cele, w których takowa ludność mogłaby ucierpieć. Przywództwo Jiszuwu chciało w ten sposób uniknąć pogłębiania konfrontacji z ludnością arabską oraz pogorszenia stosunków z Wielką Brytanią. Z czasem koncepcja hawlagi ewoluowała i siła zbrojna mogła być używana w limitowany i racjonalny sposób w ramach samoobrony lub w atakach na konkretne cele używane przez arabskich bojowników.
Polityce hawlagi przeciwny był od początku Irgun oraz radykalne środowiska rewizjonistów w Palestynie. Ze’ew Żabotyński popierał hawlagę i przeciwny był atakom na cywili. Jednak kiedy w 1937 roku Irgun przeszedł pod pełną kontrolę rewizjonistów, a ataki na ludność żydowską nasiliły się, to Żabotyński przyzwolił na odejście od hawlagi.

## Tło
W latach 30. liczba Żydów w Palestynie znacznie wzrosła. Złożyły się na to między innymi dojście Adolfa Hitlera do władzy w Niemczech oraz ograniczenia imigracyjne w Stanach Zjednoczonych. W latach 1930–1936 ilość Żydów w Palestynie wzrosła ze 164 000 do 370 000 osób. Ludność arabska obawiała się, że jej aspiracje narodowe zostaną powstrzymane kosztem aspiracji żydowskich. Doprowadziło to do wzrostu nastrojów nacjonalistycznych wśród Arabów zamieszkujących Palestynę, a sprzeciw wobec rosnącej imigracji Żydów znalazł ujście w rozruchach, które przekształciły się w powstanie.

## Historia

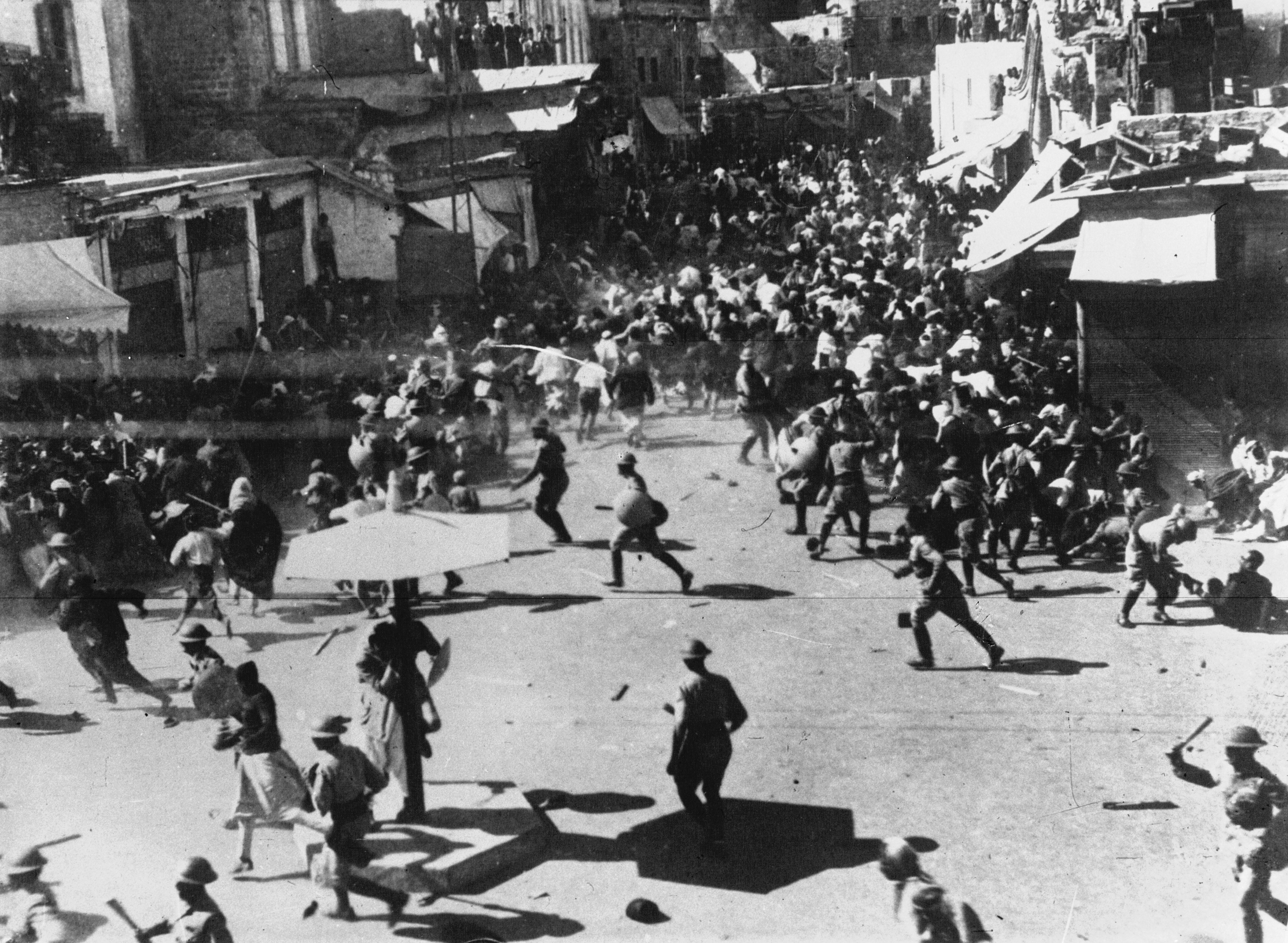
Brytyjska policja rozpędzająca uczestników zamieszek w Jafie (1936)

Pierwszy raz określenia hawlaga użyto podczas rozruchów w Jafie 19 kwietnia 1936 roku. Władze Tel Awiwu, z jego burmistrzem Me’irem Dizengoffem na czele opublikowały wówczas manifest, w którym zaznaczyły, że przywrócenie porządku społecznego zależeć będzie od postawy żydowskiej społeczności, która powinna się wstrzymać od działań odwetowych. Wystąpienia o podobnej treści wygłosili w Jerozolimie Dawid Ben Gurion oraz Menachem Usyszkin. Przeciwni takiemu podejściu byli członek dowództw Hagany Elijjahu Golomb, lider ruchu Ha-Kibuc ha-Me’uchad Jicchak Tabenkin, a także dowódcy Hagany w Jerozolimie. Środowiska te uważały, że należy podjąć działania na rzecz samoobrony. W sierpniu 1936 roku liczba ataków na ludność żydowską zwiększyła się. Dochodziło również do podpaleń, dewastacji własności prywatnej czy zamachów bombowych. Brytyjska policja ograniczała użycie siły wojskowej wobec Arabów i nie dążyła do konfrontacji, w której doszłoby do rozbicia uzbrojonych grup. Od kwietnia do października tego roku liczba ataków na Żydów wyniosła 1996, a na Brytyjczyków aż 795. Oficjalny organ prasowy Histadrutu, gazeta „Dawar”, opublikowała artykuł, w którym dawała do zrozumienia, że rozczarowani hawlagą Żydzi mogą zacząć działać na własną rękę.
Z punktu widzenia władz Jiszuwu ataki odwetowe mogły zaszkodzić osadnictwu żydowskiemu w Palestynie i zagonić stosunki z ludnością arabską oraz władzami mandatowymi. Ben Gurion wiedział, że Arabowie przewyższają liczebnie siły żydowskie, a jakiekolwiek działania odwetowe mogłyby zostać odczytane przez Brytyjczyków jako działalność terrorystyczna. 24 sierpnia komitet centralny Mapai przyjął politykę hawlagi głosami siedem do czterech, a Haganie zezwolono na użycie „wyjątkowych środków” wyłącznie jeśli zajdzie taka potrzeba. 28 sierpnia gazeta „Dawar”, po wcześniejszych interwencjach władz związkowych, oficjalnie potępiła ataki odwetowe na społeczność arabską.

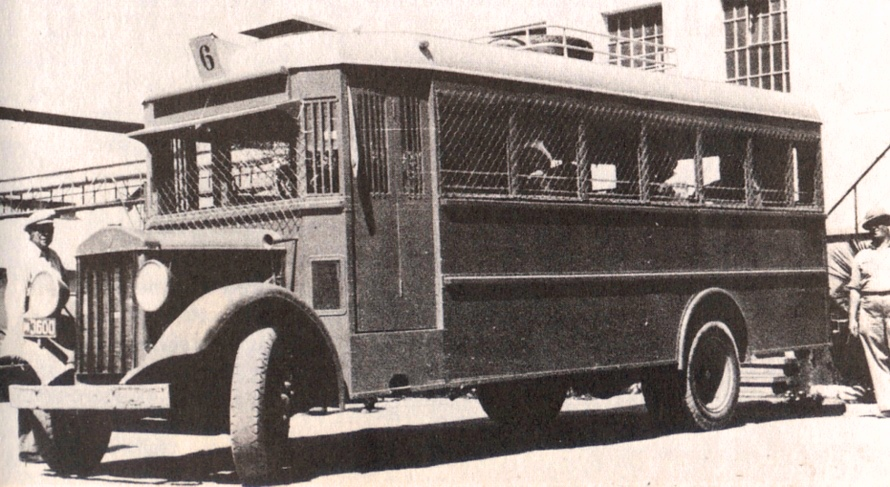
Zmodyfikowany autobus, który miał chronić jadących w nim cywilów

Liczba ataków zmniejszyła się od października 1936 roku do lipca 1937 roku. Wynikało to z interwencji przywódców państw arabskich w regionie, aby nie eskalować sytuacji w Palestynie, a także z zapowiedzi Brytyjczyków dotyczących powołania Królewskiej Komisji ds. Palestyny pod przewodnictwem lorda Williama Peela. Rezultatem jej prac był ogłoszony w lipcu 1937 roku raport, mówiący, iż oba narody nie mogą żyć w jednym państwie i mandat musi zostać podzielony pomiędzy Żydów i Arabów. Spotkało się to z protestem ludności arabskiej, która wznowiła ataki.
16 listopada 1937 roku Agencja Żydowska opublikowała manifest napisany przez Dawida Ben Guriona, w którym potępiono „terrorystyczne” ataki odwetowe Irgunu i wprowadzono zasadę tohar ha-neszek (hebr. טוהר הנשק, dosł. czystość broni, nieskalanie broni). Oznaczało to, że podczas działań obronnych podejmowanych przez Haganę celem działań bojowników nie mogą być cywile oraz obiekty cywilne.
W 1937 roku Hagana, z inspiracji Jicchaka Sade, zaczęła tworzyć mobilne kompanie polowe (hebr. פלוגות השדה, plugot ha-sade, skrót. פו"ש, fosz), które podejmowały działania patrolowe wokół moszawów i kibuców, obronne i ochraniały żydowskie transporty, robotników i rolników. Kompanie polowe podejmowały również działania wspólnie z policją i armią brytyjską. Powstanie tych kompanii według Anity Szapiry było nową taktyką Hagany „wyjścia poza płot” osiedli i zaangażowaniem się w działania w ramach całego mandatu. Jiszuw dalej stosował rozdział pomiędzy „dobrymi” cywilami, a „złymi” bojownikami, ale od tej pory działania Hagany przestały się ograniczać do obrony kibuców i moszawów, ale wpisywały się już w szerszy konflikt pomiędzy narodami, żydowskim i arabskim.
W 1938 roku Brytyjczycy zmienili podejście wobec arabskich ataków. Skomplikowana sytuacja polityczna w Europie sprawiła, że za wszelką cenę chcieli zdławić powstanie przy powszechnym użyciu siły. To doprowadziło również do zmian w polityce hawlagi. Władze Jiszuwu zezwoliły na kontynuowanie konfliktu z ludnością arabską przy użyciu kontrolowanej siły. Hagana przeszła do tzw. agresywnej obrony, co przełożyło się mi.in na współtworzenie razem z Brytyjczykami Special Night Squads, pod dowództwem Orda Charlesa Wingate’a. Oddziały te zajmowały się ochroną infrastruktury krytycznej przed atakami Arabów i odwetami na sabotażystach. Ponadto, od czerwca do listopada 1939 roku Ben Gurion pozwolił na sformowanie i działanie tzw. kompanii specjalnych (hebr. פלוגות מיוחדות, plugot mejuchadot, skrót. פו"ם, pum), które podejmowały już działania odwetowe na społecznościach, które pomagały arabskim bojownikom, realizowały zadania pościgowe oraz eliminowały arabskich informatorów.  

## Sprzeciw wobec hawlagi
Żabotyński nie zgadzał się z brutalnością działań Irgunu oraz atakami na cywilów. Przywódca rewizjonistów liczył, że hawlaga pomoże w ustanowieniu żydowskich sił zbrojnych w Palestynie. W 1936 roku zawarł porozumienie z Awrahamem Tehomim, pierwszym przywódcą Irgunu (w latach 1936–1937 jeszcze jako Hagana Bet lub Hagana Le’umit), które podporządkowywało organizację Nowej Organizacji Syjonistycznej i miało na celu zwiększenie kontroli nad działaniami w podziemiu. Sam Tehomi również sprzeciwiał się odwetowi. Jednak dowódcy niższego szczebla nie dostosowali się do wytycznych kierownictwa. W rezultacie Tehomi z częścią członków Hagany Bet powrócił do Hagany, a reszta kontynuowała walkę z Arabami. Dochodziło do ataków z użyciem broni lub bomb na arabskie autobusy, dzielnice, wsie, a nawet na przechodniów.
Działający w Palestynie Uri Cwi Grinberg, Abba Achimeir, Awraham Stern czy Jehoszu’a Jejwin uważali, że należy odejść od wizerunku moralnego Żyda promowanego przez Haganę i Jiszuw. Użycie siły uważali za wyraz wolności, niezależności i troski o interes narodowy. Podejście takie wskazywało na to, iż przywództwo Żabotyńskiego nad ruchem rewizjonistycznym było uznawane w teorii, jednak jego polecenia i nauki były lekceważone przez zradykalizowane skrzydło ruchu działające na Bliskim Wschodzie. W lipcu 1937 roku Żabotyński na spotkaniu z dowództwem Irgunu przyzwolił na przygotowania do ewentualnych odwetów.
W prasie żydowskiej w Polsce pisano, iż hawlaga była przejawem „psychicznej dekompozycji”, przesiąknięcia żydowskiej słabości i pacyfizmu z diaspory do Palestyny, „palącym rumieńcem wstydu”. Najbardziej ofensywny ton przybrała „Jerozolima Wyzwolona”. Uważano, że budowa państwa bez siły zbrojnej jest jak budowanie z piasku, a „wojna” w Palestynie powinna być prowadzona przez Żydów ze względu na humanitaryzm, który wymagał ochrony życia. Oskarżano Haganę o uległość i reprezentowanie postaw z diaspory i nazywano „partyjną milicją”. Hawlaga według radykalnych rewizjonistów była moralnym bankructwem i demoralizacją, ukazaniem żydowskiej słabości wobec Arabów. Chwalono „akty terroru młodzieży żydowskiej”. Twierdzono, że skoro arabska agresja nie popsuła relacji z Wielką Brytanią, to czemu miałby to zrobić opór Żydów. Pochwalano działania Irgunu jako jedynej, prawdziwej, żydowskiej siły zbrojnej w Palestynie, która stanowiła zaprzeczenie „kramarskich posunięć” Hagany.